# 剛果長脂鯉
剛果長脂鯉為輻鰭魚綱脂鯉目琴脂鯉亞目複齒脂鯉科的其中一種，為熱帶淡水魚，分布於非洲Lualaba河流域，體長可達19.5公分，棲息在開放性水域或岸邊植被生長水域，生活習性不明。

## 扩展阅读
維基物種上的相關：剛果長脂鯉